# Trachurus symmetricus
Trachurus symmetricus es una especie de peces de la familia Carangidae en el orden de los Perciformes.

## Morfología
• Los machos pueden llegar alcanzar los 81 cm de longitud total.

## Distribución geográfica
Se encuentra desde el sureste de Alaska hasta el sur de la Baja California (México) y el Golfo de California. También en Acapulco (México) y las Islas Galápagos.